# Rochelia jackabaghi
Rochelia jackabaghi är en strävbladig växtart som först beskrevs av Vladimir Ippolitovich Lipsky, och fick sitt nu gällande namn av Pavl. Rochelia jackabaghi ingår i släktet Rochelia och familjen strävbladiga växter. Inga underarter finns listade i Catalogue of Life.